# Sofia Keninová

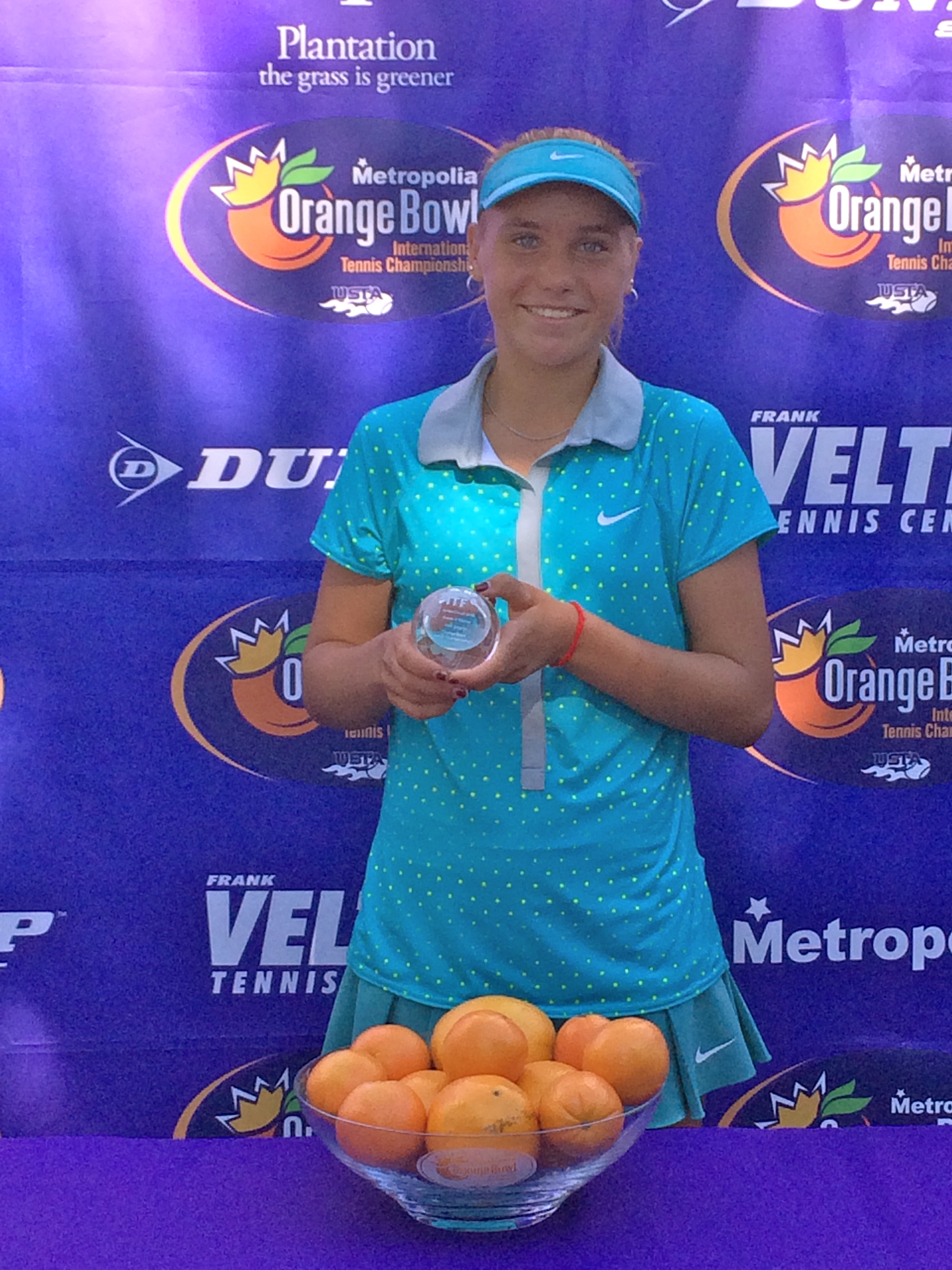
Vítězka Dunlop Orange Bowlu 2014

Sofia Anna „Sonya“ Keninová (rusky: София Анна Кенин, Sofija Anna Kenin, * 14. listopadu 1998 Moskva), je americká profesionální tenistka ruského původu. Na Australian Open 2020 se stala nejmladší americkou vítězkou grandslamové dvouhry od Sereny Williamsové v roce 2002. Ve své dosavadní kariéře na okruhu WTA Tour vyhrála pět singlových a čtyři deblové turnaje včetně China Open 2019 a Miami Open 2024 po boku Mattekové-Sandsové. V rámci okruhu ITF získala čtyři tituly ve dvouhře a dva ve čtyřhře.
Na žebříčku WTA byla ve dvouhře nejvýše klasifikována v březnu 2020 na 4. místě a ve čtyřhře pak v lednu 2025 na 21. místě. Do května 2021 ji trénoval otec Alex Kenin.
Po triumfu na Orange Bowlu 2014 a finále juniorky US Open 2015 vystoupala v šestnácti letech na 2. příčku juniorského světového žebříčku. Na túře WTA debutovala dubnovým Volvo Car Open 2017 v Charlestonu. Druhé kolo z březnového Indian Wells Masters 2018 znamenalo v 19 letech průlom do první světové stovky. V následující sezóně 2019 postoupila do čtyř finále WTA, z nichž tři vyhrála. Grandslam získala na Australian Open 2020, kde před branami finále zdolala světovou jedničku, Australanku Ashleigh Bartyovou. V boji o titul pak přehrála Španělku Garbiñe Muguruzaovou. Bodový zisk ji premiérově posunul do elitní světové desítky. Vylepšila tak osmifinálové maximum z French Open 2019, v jehož průběhu vyřadila Serenu Williamsovou.
V americkém týmu Billie Jean King Cupu debutovala v roce 2018 pražským finále Světové skupiny proti České republice. Prohrála v něm dvouhry s Barborou Strýcovou i Kateřinou Siniakovou, když ve druhé z nich neproměnila dva mečboly. Američanky odešly poraženy 0:3 na zápasy. Do listopadu 2024 v soutěži nastoupila k šesti mezistátním utkáním s bilancí 3–5 ve dvouhře a 1–0 ve čtyřhře.
Od Ženské tenisové asociace převzala cenu pro Hráčku s největším zlepšením v sezóně 2019, jakožto první Američanka od Sereny Williamsové v roce 1999.

## Tenisová kariéra

### Juniorský tenis
V juniorském tenise se stala členkou vítězného amerického týmu juniorského Fed Cupu 2014. V téže sezóně ovládla floridský Orange Bowl v kategorii 18letých. Nejvýše klasifikovaná na juniorském kombinovaném žebříčku ITF byla v závěru listopadu 2015, kdy jí patřila 2. příčka.
V sezóně 2015 jako šestnáctiletá triumfovala na juniorském mistrovství Spojených států 18letých, čímž si zajistila divokou kartu do ženské dvouhry US Open 2015. Ve Flushing Meadows také odehrála paralelně probíhající singl juniorek US Open 2015, kde skončila jako poražená finalistka po prohře od Maďarky Dalmy Gálfiové. Na juniorce US Open 2016 se pak probojovala do semifinále, kde byla nad její síly Slovenka Viktória Kužmová.

### Ženský tenis
V rámci hlavních soutěží událostí okruhu ITF debutovala v březnu 2013, když na turnaji ve floridském Gainesville s dotací 10 tisíc dolarů postoupila z kvalifikace. V úvodním kole dvouhry podlehla Češce Kateřině Kramperové. Premiérový titul v této úrovni tenisu vybojovala v lednu 2016 na floridské antukové akci ve Wesley Chapel s rozpočtem dvacet pět tisíc dolarů. Ve finále přehrála českou tenistku Jesiku Malečkovou po dvousetovém průběhu.
V singlu okruhu WTA Tour debutovala na zelené antuce dubnového Volvo Car Open 2017 v Charlestonu po postupu z kvalifikace. Na úvod dvouhry podlehla krajance a deblové světové jedničce Bethanii Mattekové-Sandsové. První zápas na túře WTA vyhrála během grandslamového US Open 2017, kde na její raketě skončily třicátá druhá nasazená Lauren Davisová a ve druhé fázi krajanka hrající na divokou kartu Sachia Vickeryová. Následně ji vyřadila Ruska Maria Šarapovová ve dvou setech. O týden později v prvním kole zářijového Coupe Banque Nationale 2017 v Québecu přehrála Terezu Martincovou, aby ji poté zastavila další Češka a nejvýše nasazená Lucie Šafářová.

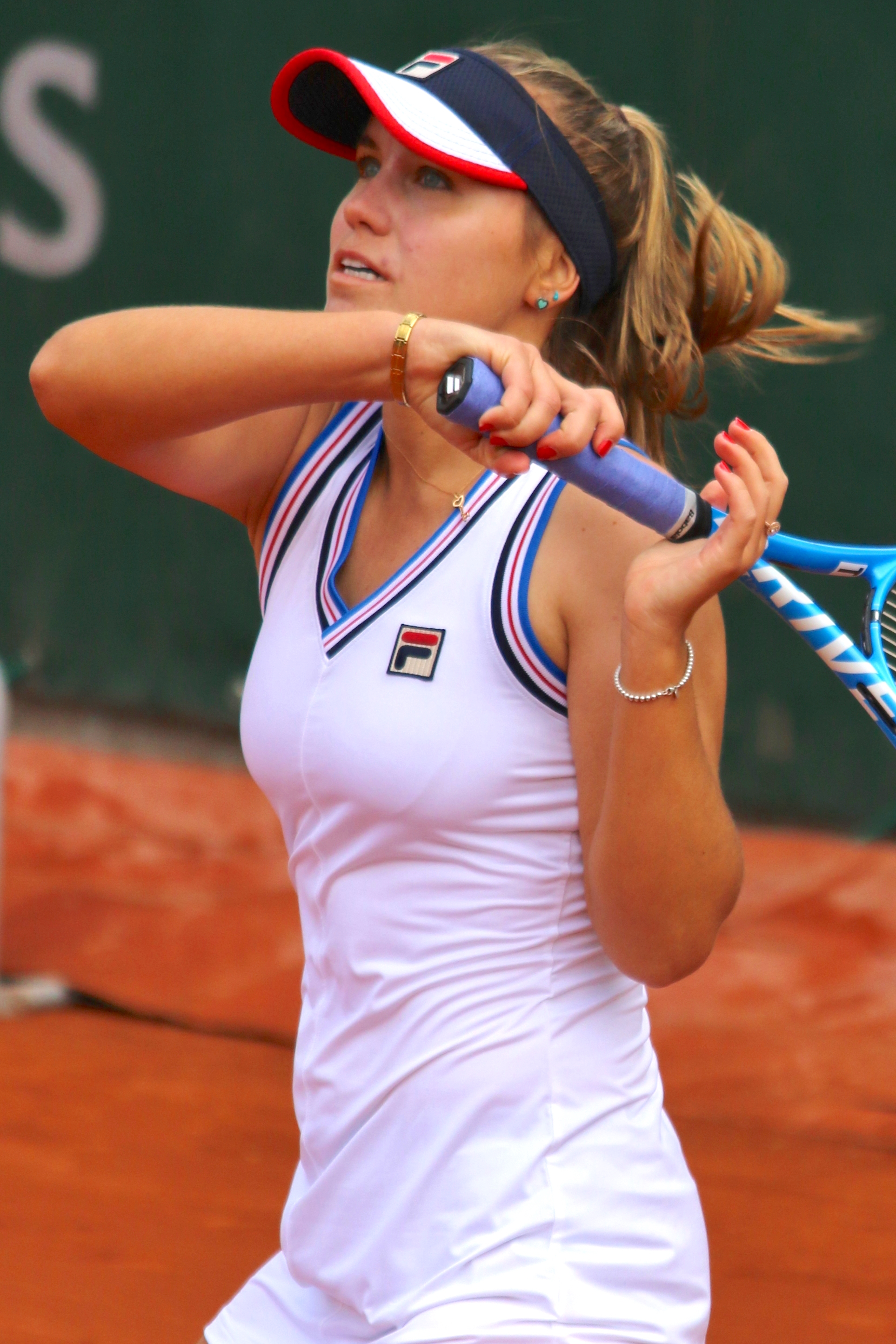
Forhend na French Open 2019

Premiérovou čtvrtfinálovou účast dosáhla na lednovém ASB Classic 2018 v Aucklandu, kam obdržela od pořadatelů divokou kartu. Po výhrách nad Chorvatkou Janou Fettovou a Američankou Varvarou Lepčenkovou dohrála mezi poslední osmičkou hráček s dánskou světovou dvojkou Caroline Wozniackou, přestože získala úvodní set. Debut v hlavní soutěži nejvyšší grandslamové kategorie zaznamenala jako šestnáctiletá v ženském singlu US Open 2015 po výhře v letním kvalifikačním turnaji USTA National Hard Court Championships, který jí zajistil divokou kartu. V úvodním kole newyorské dvouhry však uhrála jen čtyři gamy na kolumbijskou 98. hráčku světa Marianu Duqueovou Mariñovou. Hráčku elitní světové desítky poprvé zdolala ve čtvrtfinále travnatého Mallorca Open 2018, když vyřadila francouzskou šestou ženu žebříčku Caroline Garciaovou.
Premiérový titul na okruhu WTA Tour vybojovala ve čtyřhře ASB Classic 2019 v Aucklandu, kde s Eugenií Bouchardovou v rozhodujícím duelu přehrály novozélandsko-americkou dvojici startující na divokou kartu Paige Mary Houriganová a Taylor Townsendová až v supertiebreaku. O týden později si odvezla první singlový triumf z Hobart International 2019. Ve finále zdolala 24letou slovenskou hráčku Annu Karolínu Schmiedlovou po hladkém dvousetovém průběhu. Bodový zisk ji posunul o jedenáct příček výše, na nové žebříčkové maximum 37. místo. Druhou trofej si odvezla z travnatého Mallorca Open 2019, na němž do finále postoupila po výhře nad druhou nasazenou Anastasijí Sevastovovou. Ve vyrovnaném boji o titul přehrála švýcarskou turnajovou trojku Belindu Bencicovou po třísetovém průběhu. V utkání přitom odvrátila tři mečboly.
Na zářijovém Guangzhou International Women's Open 2019 v Kantonu porazila ve finále 35letou Australanku startující na divokou kartu Samanthu Stosurovou po třísetovém průběhu. Proti 129. hráčce žebříčku tak snížila poměr vzájemných zápasů na 1–2. Bodový zisk ji premiérově posunul na 17. místo žebříčku WTA.

### 2020: Vítězka Australian Open a finále Roland Garros
Sezónu rozehrála dvěma australskými turnaji z kategorie Premier na Brisbane International a Adelaide International, kde ji ve druhých kolech vyřadily světová čtyřka Naomi Ósakaová, respektive Danielle Collinsová z konce první třicítky klasifikace.
Na melbournském Australian Open se poprvé probojovala do finále grandslamu. V roli patnácté ženy klasifikace zlikvidovala v úvodním setu třetího kola s Číňankou Čang Šuaj ztrátu gemů 2–5 a odvrátila čtyři setboly. Ve zkrácené hře druhé sady nejdříve neproměnila dva mečboly, poté zachránila setbol a zápas zakončila využitím třetího mečbolu. Následně zdolala patnáctiletou Coco Gauffovou, přestože v první sadě nezvládla tiebreak. Ani ve čtvrtfinále ji nezastavila Tunisanka z osmé desítky žebříčku Ons Džabúrová. Dvousetovou výhrou navýšila vzájemnou bilanci na 4–1. Zopakovala také vítězný scénář, když po třech předchozích výhrách nad Tunisankou vždy ovládla celý turnaj. Jako první tenistka narozená roku 1998, nikoli však nejmladší, se probojovala do semifinále grandslamu. Po dvou vyrovnaných setech v něm vyřadila světovou jedničku Ashleigh Bartyovou. V utkání přitom byla Australanka lepší hráčkou, jako první si vždy vypracovala setboly, ale nezvládla klíčové momenty. Postupem do finále si Keninová zajistila debutový posun do elitní světové desítky žebříčku WTA. Na Australian Open se stala nejmladší přemožitelkou světové jedničky od roku 2008, respektive nejmladší takovou tenistkou na grandslamu od French Open 2014. V boji o titul pak otočila průběh finále s třicátou druhou hráčkou žebříčku Garbiñe Muguruzaovou ze Španělska a po ztrátě úvodní sady vyhrála. Ve 21 letech a 80 dnech věku se stala nejmladší finalistkou od Australian Open 2008, kdy v boji o titul porazila 20letá Šarapovová o několik měsíců mladší Srbku Ivanovićovou, respektive nejmladší šampionkou právě od dané trofeje Šarapovové. Po turnaji figurovala na 7. místě, čímž premiérově plnila roli americké jedničky.
Během února prohrála úvodní zápasy na arabských turnajích Dubai Tennis Championships a Qatar Total Open. Na prvním z nich ji vyřadila pozdější kazašská finalistka Jelena Rybakinová, figurující na devatenáctém místě, a poté ukrajinská členka světové třicítky Dajana Jastremská. V březnu si připsala druhou sezónní trofej z premiérového ročníku Lyon Open, kde zvládla vstupní duel proti Rusce Vitaliji Ďjačenkové. Do finále se probojovala přes Belgičanku Alison Van Uytvanckovou. V boji o titul zdolala stou třicátou šestou hráčku světa Annu-Lenu Friedsamovou z Německa po třísetovém průběhu. Na prahu vyřazení se přitom ocitla již ve druhém kole, kdy odvrátila mečbol rumunské kvalifikantce z druhé světové stovky Jaqueline Cristianové. Bodový zisk ji poprvé posunul na 4. příčku žebříčku. Po pětiměsíčním přerušení sezóny kvůli koronavirové pandemii se na okruh vrátila srpnovým Western & Southern Open v New Yorku. Po volném losu nenašla recept na Francouzku Alizé Cornetovou. V důsledku odhlášení šesti členek elitní světové desítky plnila na US Open roli druhé nasazené. Vyjma Sereny Williamsové se tak na grandslamu stala první Američankou od účasti Venus Williamsové ve Wimbledonu 2010, která se stala turnajovou jedničkou či dvojkou, respektive mimo sester Williamsových první takovou Američankou od Davenportové na Australian Open 2006. Postupem do třetího kola přes Yaninu Wickmayerovou a Leylah Annie Fernandezovou zopakovala výkon z předchozího ročníku. V repríze čtvrtfinále lednového Australian Open přehrála dvacátou sedmou nasazenou Tunisanku Ons Džabúrovou, ale v osmifinále ji zastavila světová osmnáctka Elise Mertensová. Belgičanka ukončila její 10zápasovou neporazitelnost na turnajích „velké čtyřky“.
Ve druhém kole antukového Internazionali BNL d'Italia v Římě se stala první hráčkou elitní světové pětky a úřadující šampionkou grandslamu od Šarapovové, která utržila drtivou porážku dvěma „kanáry“ 6–0 a 6–0 poté, co nenašla recept na světovou čtrnáctku Viktorii Azarenkovou. Maria Šarapovová jako světová trojka a vítězka Wimbledonu 2004 neuhrála žádný gem s Davenportovou na Indian Wells Masters 2005.

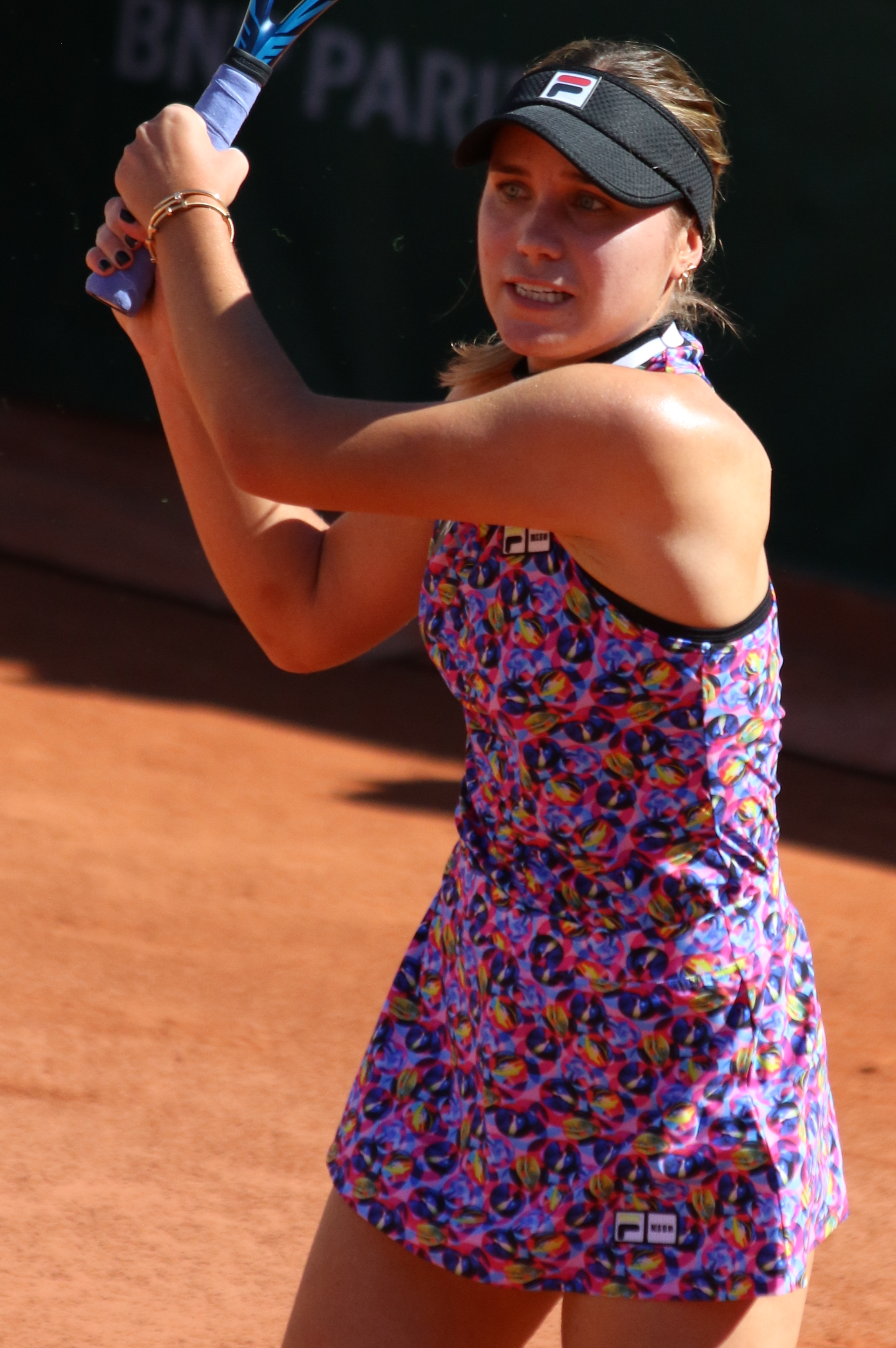
Bekhend na French Open 2021

Do French Open netradičně hraného na podzim vstoupila jako turnajová čtyřka dvěma těsnými třísetovými výhrami nad Ljudmilou Samsonovovou a Anou Bogdanovou, aby ve třetím kole povolila jenom dvě hry rumunské kvalifikantce Irině Baraové. Ve čtvrtém kole, resp. čtvrtfinále na její raketě dohrály Fiona Ferrová a Danielle Collinsová. Teprve v semifinále narazila na první nasazenou hráčku a teprve druhou z první padesátky Češku Petru Kvitovou, kterou dokázala poprvé v kariéře porazit, a postoupila do druhé kariérního finále na majoru. V něm utrpěla porážkou od 53. hráčky pořadí Igy Świątekové, proti které uhrála jen pět gamů. Případnou výhrou se mohla stát první dvojnásobnou vítězkou v kalendářním roce od sezóny 2016, kdy Angelique Kerberová ovládla Australian Open a US Open. V novém vydání žebříčku se vrátila na své kariérní maximum 4. místo.

### 2021–2023: Zdravotní problémy a propad do páté stovky a návrat
Jediné dvě čtvrtfinálové účasti sezóny 2021 zaznamenala hned na prvních dvou událostech roku. Na Abu Dhabi Open 2021 skončila mezi poslední osmičkou, když jí v rozhodujícím setu Řekyně Maria Sakkariová nadělila kanára. Na Yarra Valley Classic hraném v Melbourne Parku ji vyřadila Garbiñe Muguruzaová. V roli obhájkyně titulu startovala na Australian Open 2021. Již ve druhém kole ji vyřadila estonská tenistka Kaia Kanepiová za hodinu hru. Herní nepohoda pokračovala i na dalším melbournském turnaji Phillip Island Trophy 2021 z kategorie WTA 250, kde ji vyřadila už v prvním kole Olivia Gadecká, která v době utkání nebyla dokonce klasifikována na žebříčku WTA. Po turnaji oznámila, že kvůli akutnímu zánětu byla nucena podstoupit operaci slepého střeva. Po rekonvalescenci se vrátila miamským podnikem, kde ji ve třetím kole vyřadila Ons Džabúrová.
V prvních kolech skončila ve všech třech přípravných antukových turnajích, do nichž zasáhla. Na zelené antuce charlestoneského Volvo Car Open 2021 ji vyřadila Lauren Davisová, ve stuttgartské hale Anett Kontaveitová a v Římě Barbora Krejčíková. Během jara také oznámila ukončení spolupráce svým otcem coby trenérem. Nejlepší výsledek zaznamenala na French Open 2021, kde jako obhájkyně finálové účasti zvládla postoupit do osmifinále. V něm ji vyřadila Řekyně Maria Sakkariová. Wimbledon znamenal porážku ve druhém kole od Madison Brengleové. Londýnský major se stal posledním turnajem Američanky, když se následně odhlásila z tokijské olympiády i cincinnatského podniku.
Kvůli pozitivnímu testu na covid-19 byla nucena vynechat poslední major roku US Open. I přes dokončenou vakcinaci nebyl průběh nemoci ideální, když se nezúčastnila do konce roku žádného dalšího turnaje.

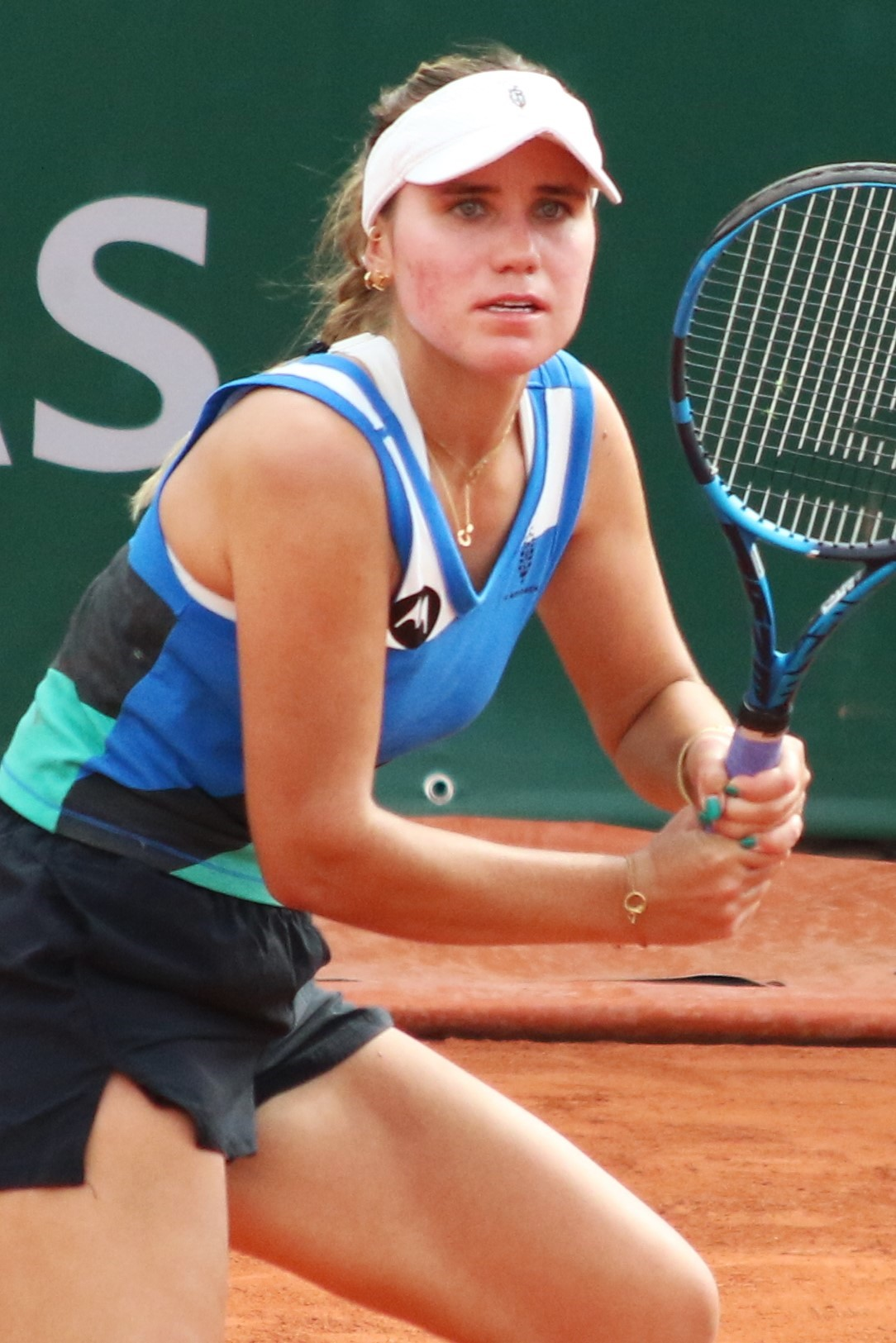
Keninová v kvalifikaci French Open 2023

Vrátila se až se začátkem sezóny 2022 v Adelaide, kde ji ve čtvrtfinále vyřadila světová jednička Ashleigh Bartyová. Díky změně odepisování bodů pro pandemii vstupovala do Australian Open 2022 stále ještě jako 13. hráčka světa. V prvním kole ale v americkém derby nestačila na Madison Keysovou.. Ztráta 1990 bodů znamenala propad do poslední desítky první stovky. Po porážce v prvním kole v Indian Wells absentovala na túře pro zranění nohy. Na kurty se vrátila po půl roce na srpnovém Citi Open díky divoké kartě pořadatelů, když v žebříčku figurovala až v páté stovce. Sedmou porážku v řadě jí uštědřila Camila Osoriová. Sérii proher přerušila na Tennis in the Land 2022, kde dosáhla nejlepšího výsledku na okruhu WTA po návratu, když postoupila do čtvrtfinále, ve kterém ji zastavila Bernarda Peraová. Z důvodu nízkého postavení odehrála turnaje na nižším okruhu ITF, kde se jejím maximem stalo semifinále na turnaji v americkém Tyleru, i na okruhu WTA 125, kde neznamenala čtvrtfinále v Midlandu. Ročník zakončila ve třetí světové stovce.
Do prvního semifinále od French Open 2020 postoupila na lednovém Hobart International 2023 v úvodu sezóny. V boji o postup do finále ji přehrála Italka Elisabetta Cocciarettová. První výhru nad hráčkou z první světové desítky od ledna 2020 přidala na Internazionali BNL d'Italia 2023, kde překvapivě zaskočila světovou dvojku Arynu Sabalenkovou. Ve třetím kole ji následně zastavila pozdější finalistka Anhelina Kalininová. Na French Open musela nastoupit do kvalifikace, v níž nezvládla utkání prvního kvalifikačního kola proti Rouvroyové.
Po dvou letech vyhrála zápas v hlavní soutěži grandslamu ve Wimbledonu 2023, kde na její raketě dohrála 19letá světová sedmička Coco Gauffová, Keninová tak zaznamenala jubilejní desátou výhru nad členkou top 10.
Do prvního finále od French Open 2020 postoupila téměř po třech letech na San Diego Open 2023 z kategorie WTA 500. Na turnaji startovala v roli divoké karty. V boji o titul ji přehrála světová třináctka Barbora Krejčíková. Díky zisku 305 bodů se posunula do šesté desítky žebříčku. Formu potvrdila hned další týden na Guadalajara Open Akron z kategorie WTA 1000, kde postoupila do semifinále, prvního v této kategorie od Western & Southern Open 2019. V boji o účast ve finále ji zastavila krajanka Caroline Dolehideová. Díky bodovému zisku se posunula na 35. místo hodnocení.

## Soukromý život

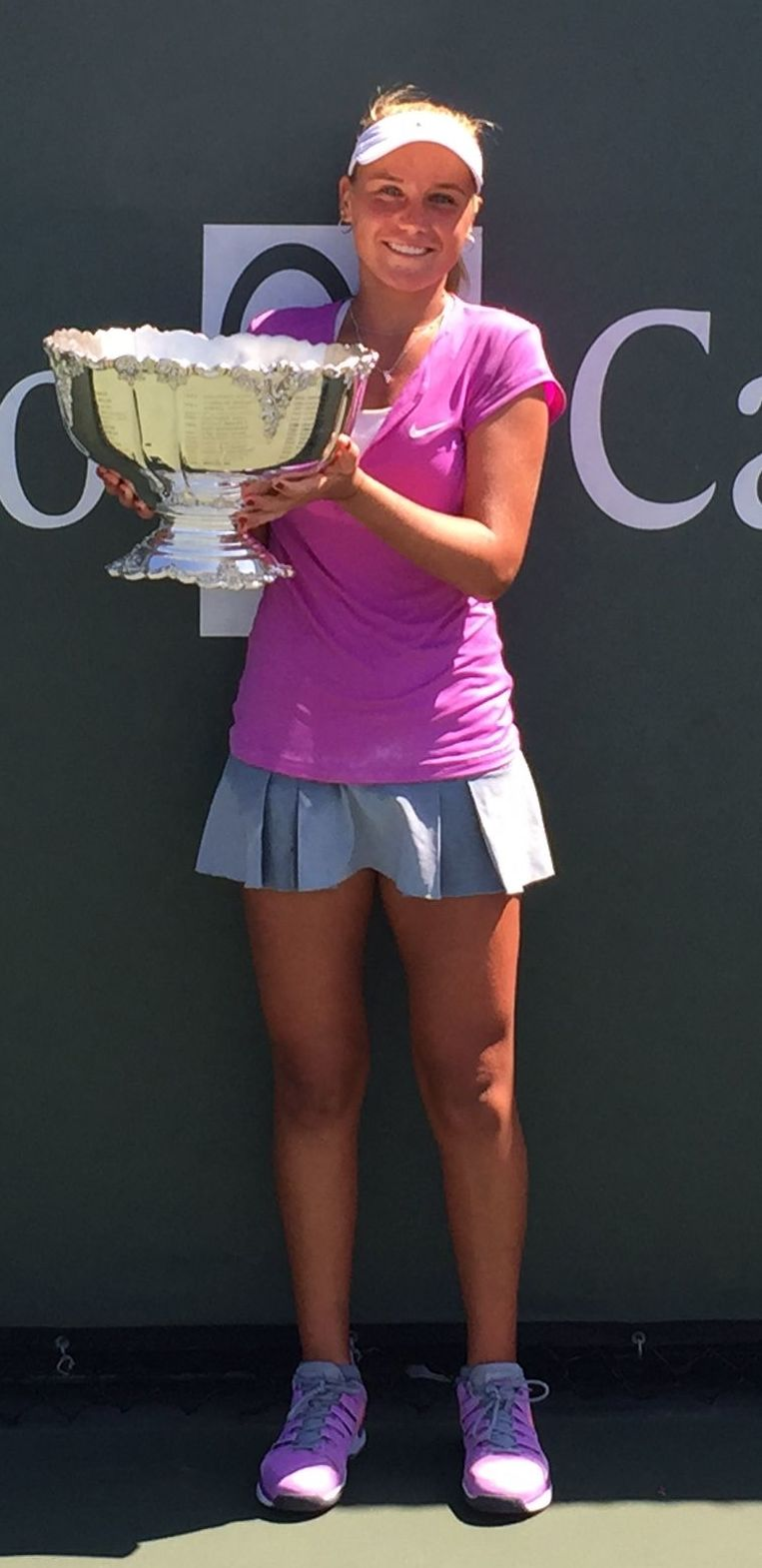
Titul mistryně Spojených států 18letých v San Diegu jí v šestnácti letech zajistil divokou kartu na US Open 2015

Narodila se roku 1998 v Moskvě. Ani jeden z rodičů nebyl profesionálním tenistou. V raném dětském věku opustila Rusko a rodina se usadila ve floridském Pembroke Pines. Tenis začala hrát v pěti letech. Následovala tak kroky krajanky Marie Šarapovové a ve Spojených státech využila kvalitnější tenisové podmínky k tréninku. Plynně hovoří rusky a anglicky. Její talent rozpoznal trenér Rick Macci, který ji začal na Floridě připravovat. Namísto školní docházky praktikovala domácí školní vzdělávání. V sedmi letech si zahrála s Annou Kurnikovovou a objevila se v exhibici po boku Johna McEnroea a Jima Couriera.
Otec Alexandr Kenin s dcerou začal cestovat v roli kouče a tenistka se stala členkou tréninkových center Amerického svazu USTA v Boca Raton a Pro World Tennis Academy v Delray Beach.

## Finále na Grand Slamu

### Ženská dvouhra: 2 (1–1)
| Stav       | rok  | turnaj          | povrch | soupeřka ve finále  | výsledek      |
| ---------- | ---- | --------------- | ------ | ------------------- | ------------- |
| Vítězka    | 2020 | Australian Open | tvrdý  | Garbiñe Muguruzaová | 4–6, 6–2, 6–2 |
| Finalistka | 2020 | French Open     | antuka | Iga Świąteková      | 4–6, 1–6      |

## Finále na okruhu WTA Tour
| Legenda                                          |
| ------------------------------------------------ |
| D – dvouhra; Č – čtyřhra                         |
| Grand Slam (1–1 D)                               |
| Turnaj mistryň (0)                               |
| Premier Mandatory & Premier 5 / WTA 1000 (2–0 Č) |
| Premier / WTA 500 (0–3 D; 1–1 Č)                 |
| International / WTA 250 (4–1 D, 1–0 Č)           |

### Dvouhra: 10 (5–5)
| Stav       | č. | datum           | turnaj                                | kategorie     | povrch     | soupeřka ve finále        | výsledek                |
| ---------- | -- | --------------- | ------------------------------------- | ------------- | ---------- | ------------------------- | ----------------------- |
| Vítězka    | 1. | 12. ledna 2019  | Hobart, Austrálie                     | International | tvrdý      | Anna Karolína Schmiedlová | 6–3, 6–0                |
| Finalistka | 1. | 2. března 2019  | Acapulko, Mexiko                      | International | tvrdý      | Wang Ja-fan               | 6–2, 3–6, 5–7           |
| Vítězka    | 2. | 23. června 2019 | Mallorca, Španělsko                   | International | tráva      | Belinda Bencicová         | 6–7(2–7), 7–6(7–5), 6–4 |
| Vítězka    | 3. | 21. září 2019   | Kanton, Čína                          | International | tvrdý      | Samantha Stosurová        | 6–7(4–7), 6–4, 6–2      |
| Vítězka    | 4. | 1. února 2020   | Australian Open, Melbourne, Austrálie | Grand Slam    | tvrdý      | Garbiñe Muguruzaová       | 4–6, 6–2, 6–2           |
| Vítězka    | 5. | 8. března 2020  | Lyon, Francie                         | International | tvrdý (h)  | Anna-Lena Friedsamová     | 6–2, 4–6, 6–4           |
| Finalistka | 2. | 10. října 2020  | French Open, Paříž, Francie           | Grand Slam    | antuka     | Iga Świąteková            | 4–6, 1–6                |
| Finalistka | 3. | 16. září 2023   | San Diego, Spojené státy              | WTA 500       | tvrdý      | Barbora Krejčíková        | 4–6, 6–2, 4–6           |
| Finalistka | 4. | 27. října 2024  | Tokio, Japonsko                       | WTA 500       | tvrdý      | Čeng Čchin-wen            | 6–7(5–7), 3–6           |
| Finalistka | 5. | 6. dubna 2025   | Charleston, Spojené státy             | WTA 500       | antuka (z) | Jessica Pegulaová         | 3–6, 5–7                |

### Čtyřhra: 5 (4–1)
| Stav       | č. | datum             | turnaj                            | kategorie         | povrch | spoluhráčka              | soupeřky ve finále                        | výsledek              |
| ---------- | -- | ----------------- | --------------------------------- | ----------------- | ------ | ------------------------ | ----------------------------------------- | --------------------- |
| Vítězka    | 1. | 5. ledna 2019     | Auckland, Nový Zéland             | International     | tvrdý  | Eugenie Bouchardová      | Paige Mary Houriganová Taylor Townsendová | 1–6, 6–1, [10–7]      |
| Vítězka    | 2. | 6. října 2019     | Peking, Čína                      | Premier Mandatory | tvrdý  | Bethanie Mattek-Sandsová | Jeļena Ostapenková Dajana Jastremská      | 6–3, 6–7(5–7), [10–7] |
| Vítězka    | 3. | 11. února 2024    | Abú Zabí, Spojené arabské emiráty | WTA 500           | tvrdý  | Bethanie Mattek-Sandsová | Linda Nosková Heather Watsonová           | 6–4, 7–6(7–4)         |
| Vítězka    | 4. | 31. března 2024   | Miami, Spojené státy              | WTA 1000          | tvrdý  | Bethanie Mattek-Sandsová | Gabriela Dabrowská Erin Routliffeová      | 4–6, 7–6(7–5), [11–9] |
| Finalistka | 1. | 26. července 2025 | Washington, Spojené státy         | WTA 500           | tvrdý  | Caroline Dolehideová     | Taylor Townsendová Čang Šuaj              | 1–6, 1–6              |

## Finále na okruhu ITF
| Dotace turnajů okruhu ITF | Dotace turnajů okruhu ITF |
| ------------------------- | ------------------------- |
| 100 000 $ tournaments     | 80 000 $ tournaments      |
| 75 000 $ tournaments      | 60 000 $ tournaments      |
| 50 000 $ tournaments      | 25 000 $ tournaments      |
| 15 000 $ tournaments      | 10 000 $ tournaments      |

### Dvouhra: 8 (4–4)
| Stav       | č. | datum             | turnaj                       | povrch | soupeřka ve finále     | výsledek           |
| ---------- | -- | ----------------- | ---------------------------- | ------ | ---------------------- | ------------------ |
| Finalistka | 1. | 15. března 2015   | Gainesville, Spojené státy   | antuka | Katerina Stewartová    | 4–6, 6–4, 4–6      |
| Vítězka    | 1. | 23. ledna 2016    | Wesley Chapel, Spojené státy | antuka | Jesika Malečková       | 6–2, 6–2           |
| Vítězka    | 2. | 24. července 2016 | Sacramento, Spojené státy    | tvrdý  | Grace Minová           | 4–6, 6–1, 6–4      |
| Finalistka | 2. | 2. října 2016     | Las Vegas, Spojené státy     | tvrdý  | Alison Van Uytvancková | 6–3, 6–7(4–7), 2–6 |
| Finalistka | 3. | 22. ledna 2017    | Orlando, Spojené státy       | antuka | Katarzyna Piterová     | 7–6(7–4), 2–6, 4–6 |
| Vítězka    | 3. | 17. července 2017 | Stockton, Spojené státy      | tvrdý  | Ashley Kratzerová      | 6–0, 6–1           |
| Finalistka | 4. | 6. srpna 2017     | Lexington, Spojené státy     | tvrdý  | Grace Minová           | 4–6, 1–6           |
| Vítězka    | 4. | 22. července 2018 | Berkeley, Spojené státy      | tvrdý  | Nicole Gibbsová        | 6–0, 6–4           |

### Čtyřhra: 5 (2–3)
| Stav       | č. | datum              | turnaj                       | povrch | spoluhráčka             | soupeřky ve finále                        | výsledek         |
| ---------- | -- | ------------------ | ---------------------------- | ------ | ----------------------- | ----------------------------------------- | ---------------- |
| Finalistka | 1. | 14. března 2015    | Gainesville, Spojené státy   | antuka | Marie Norrisová         | Ingrid Neelová Fanny Stollárová           | 3–6, 3–6         |
| Finalistka | 2. | 28. ledna 2017     | Wesley Chapel, Spojené státy | antuka | Elizabeth Halbauerová   | Chanel Simmondsová Renata Zarazúová       | 2–6, 6–7(5–7)    |
| Finalistka | 3. | 19. února 2017     | Surprise, Spojené státy      | tvrdý  | Usue Maitane Arconadová | Mariana Duqueová Mariñová Nadia Podoroská | 6–4, 0–6, [5–10] |
| Vítězka    | 1. | 17. července 2017  | Stockton, Spojené státy      | tvrdý  | Usue Maitane Arconadová | Tammi Pattersonová Chanel Simmondsová     | 4–6, 6–1, [10–5] |
| Vítězka    | 2. | 11. listopadu 2017 | Waco, Spojené státy          | tvrdý  | Anastasija Komardinová  | Jessica Pegulaová Taylor Townsendová      | 7–5, 5–7, [11–9] |
| Finalistka | 4. | 22. dubna 2018     | Dothan, Spojené státy        | antuka | Jamie Loebová           | Alexa Guarachiová Erin Routliffeová       | 4–6, 6–2, [9–11] |

## Finále soutěží družstev: 1 (0–1)
| Výsledek   | č. | datum a místo konání                                             | spoluhráčky                                            | soupeřky                                                             | skóre        | zdroj  |
| ---------- | -- | ---------------------------------------------------------------- | ------------------------------------------------------ | -------------------------------------------------------------------- | ------------ | ------ |
| Finalistka | 1. | Fed Cup 2018 10.–11. listopadu 2018 Praha, Česko tvrdý, O2 arena | Danielle Collinsová Alison Riskeová Nicole Melicharová | Česko                                                                | 0–3 (detail) | [ 39 ] |
| Finalistka | 1. | Fed Cup 2018 10.–11. listopadu 2018 Praha, Česko tvrdý, O2 arena | Danielle Collinsová Alison Riskeová Nicole Melicharová | Petra Kvitová Kateřina Siniaková Barbora Strýcová Barbora Krejčíková | 0–3 (detail) | [ 39 ] |

## Finále na juniorce Grand Slamu

### Dvouhra juniorek: 1 (0–1)
| Stav       | rok  | turnaj  | povrch | soupeřka ve finále | výsledek |
| ---------- | ---- | ------- | ------ | ------------------ | -------- |
| Finalistka | 2015 | US Open | tvrdý  | Dalma Gálfiová     | 5–7, 4–6 |

## Chronologie výsledků na Grand Slamu

### Dvouhra
| Turnaj          | 2015    | 2016    | 2017    | 2018    | 2019    | 2020    | 2021    | 2022    | 2023    | 2024    | 2025    | SR     | V–P   |
| --------------- | ------- | ------- | ------- | ------- | ------- | ------- | ------- | ------- | ------- | ------- | ------- | ------ | ----- |
| Australian Open | A       | A       | A       | 1. kolo | 2. kolo | Vítěz   | 2. kolo | 1. kolo | 1. kolo | 1. kolo | 1. kolo | 1 / 6  | 9–7   |
| French Open     | A       | A       | A       | 1. kolo | 4. kolo | F       | 4. kolo | A       | 1Q      | 3. kolo | 3. kolo | 0 / 6  | 16–6  |
| Wimbledon       | A       | A       | 1Q      | 2. kolo | 2. kolo | NH      | 2. kolo | A       | 3. kolo | 1. kolo | 2. kolo | 0 / 6  | 6–6   |
| US Open         | 1. kolo | 1. kolo | 3. kolo | 3. kolo | 3. kolo | 4. kolo | A       | 1. kolo | 2. kolo | 2. kolo |         | 0 / 9  | 11–9  |
| výhry–prohry    | 0–1     | 0–1     | 2–1     | 3–4     | 6–4     | 16–2    | 5–3     | 0–2     | 3–3     | 3–4     | 3–3     | 1 / 29 | 42–28 |

| Legenda | Legenda                                   | Legenda | Legenda                     |
| ------- | ----------------------------------------- | ------- | --------------------------- |
| SR      | poměr vyhraných turnajů ku všem odehraným | W–L V–P | výhry–prohry                |
| NH      | daný rok se turnaj nekonal                | A       | turnaje se hráč nezúčastnil |
| 1Q / LQ | prohra v (kole) kvalifikace               | 1k / 1R | prohra v daném kole turnaje |
| QF / ČF | prohra ve čtvrtfinále                     | SF      | prohra v semifinále         |
| F       | prohra ve finále                          | Vítěz   | vítězství v turnaji         |